# Disident
Un disident (din latină dissidens, prin franceză dissident) este o persoană care își face public părerile, opiniile sau convingerile, inclusiv politice sau doctrinare, deosebite față de colectivitatea, organizația etc. din care face parte sau de ale majorității.

## Etimologie -
Noțiunea de „disident” are străvechi rădăcini atât în latinescul „dissidentia”, care înseamnă „dezacord” / „opoziție” între lucruri împrejur stătătoare, cât și în verbul „dissideo”, care înseamnă „a fi în dezacord”, „a nu se înțelege”, „a se revolta”, „a se deosebi”, „a diferi (de)”.

## Utilizare curentă
În prezent, termenul este folosit cu precădere pentru a desemna persoanele cu opinii opuse celor ale unui regim totalitar, care devin opozanți ai acestuia.
Acest sens politic a început să fie utilizat în 1940, în legătură cu proliferarea sistemelor totalitare, în special cu referire la Uniunea Sovietică.
Sociologul Norman Goodman consideră că una din principalele șapte coordonate ale unui stat democratic este și toleranța față de o disidență rezonabilă. În acest caz, există dreptul la opinie iar cei care nu sunt în consens cu majoritatea, nu sunt stigmatizați și nu sunt considerați distructivi.

## Disidență
Atitudinea și manifestările unui disident se numesc disidență. Aceeași denumire se dă și unui grup de persoane cu opinii diferite de acelea ale majorității, precum și sciziunii formate prin acțiunea unui astfel de grup.

## Consecințe
Unele dintre consecințele disidenței într-o societate nedemocratică sunt: marginalizare, ostracizare, arestare și detenție, exil forțat, internare forțată într-un spital de psihiatrie, lichidarea.

## Disidenți din România
În viziunea redactorilor de la secția română a postului de radio Europa Liberă, în timpul regimului comunist din România, următorii cetățeni români corespundeau definiției de "disident":
P. Alexandrescu, Gabriel Andreescu, Dan Badea, F. Balint, Ferenc Barabas, Petre Mihai Băcanu, Ana Blandiana, Geo Bogza, Mihai Botez, I.C. Brătianu, T. Brișcan, Silviu Brucan, Ion Bugan, Cristian Butușina, Liviu Cangeopol, Alexandru Călinescu, Liviu Cană, Mariana Celac-Botez, Doina Cornea, Mihai Creangă, Cs. Gyimesi Eva, Dan Deșliu, Mircea Dinescu, Radu Enescu, Iuliu Filip, Radu Filipescu, Ion Fistioc, V. Hanu, Gheorghe Huțanu, Florentin Scalețchi, Lucian Iancu, Mircea Iorgulescu, Dumitru Iuga, Leontin Iuhas, S. Kanyadi, Karoly Kiraly, Mariana Marin, Alexandru Mateescu, Dumitru Mazilu, Corneliu Mănescu, M. Mesmer, Teohar Mihadaș, Dumitru Mircescu, Aurel Dragoș Munteanu, Gheorghe Năstăsescu, Adrian Niculescu, V. Opriș, Bodor Pal, M. Pavelescu, Nelu Prodan, Vasile Paraschiv, Constantin Pârvulescu, Dan Petrescu, Andrei Pleșu, N.C. Popescu, Ion Puiu, Lucian Raicu, Nicu Stăncescu, Mihai Stănescu, N. Stoia, D. Streza, I. Suciu, András Sütő, I. Tempfli, Sorin Toma, László Tőkés, G. Tărlescu, E. Ujvarossy, P.V.M. Ungureanu, Gheorghe Ursu, I. Vistea, Gheorghe Vasilescu.
Alți disidenți din România: Paul Goma, Gheorghe Calciu-Dumitreasa, Dorin Tudoran, Liviu Babeș, Silviu Brucan, Miron Radu Paraschivescu.